# Gridley (Kalifornija)
Gridley je grad u američkoj saveznoj državi Kalifornija. Prema popisu stanovništva iz 2010. u njemu je živjelo 6.584 stanovnika.